# Neastacilla fusiformis
Neastacilla fusiformis är en kräftdjursart som först beskrevs av Hale 1946.  Neastacilla fusiformis ingår i släktet Neastacilla och familjen Arcturidae.
Artens utbredningsområde är havet kring Nya Zeeland. Inga underarter finns listade i Catalogue of Life.